# Невиусия алабамская
Невиусия алабамскаяtypus (лат. Neviusia alabamensis) — типовой вид листопадных кустарников рода Невиусия из семейства розоцветных подсемейства Спирейные. Эндемик США, встречается в нескольких юго-восточных штатах. Используется как декоративное растение.

## Описание

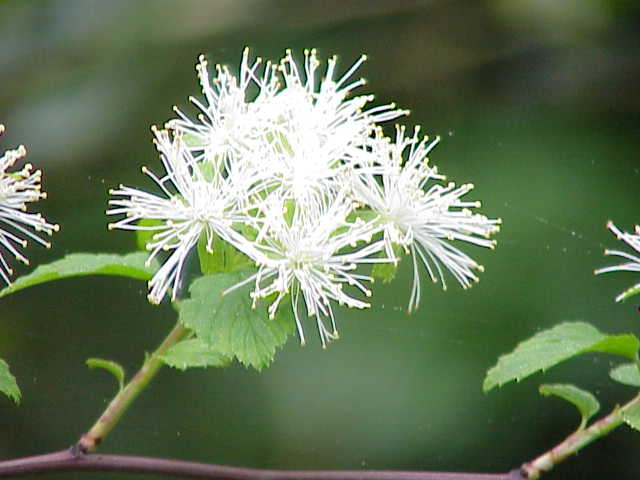
Цветы N. alabamensis

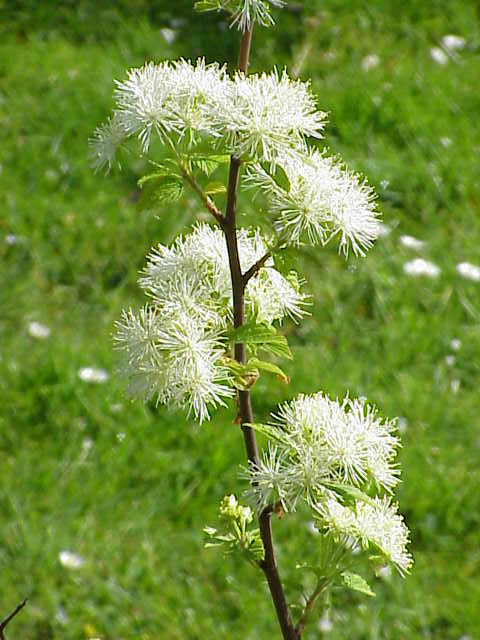
N. alabamensis

Невиусия алабамская достигает в высоту до 1,8 м. Листья очерёдные, простые, 3,7—7,5 см длиной и шириной, дважды зубчатые, средне-зеленые, снизу опушённые. Цветки собраны в кисти, белые с торчащими, длинными тычинками. Плоды – коричневые семянки.

## Ареал
Невиусия алабамская встречается в естественных условиях в 6 юго-восточных штатах США: Джорджии, Алабаме, Аризоне, Теннесси, Миссури и Миссисипи.